# 長谷川一人
長谷川一人（日语：／ Hasegawa Kazuto ?，1963年2月12日—）是一位日本连珠棋手。1997年，长谷川一人获得世界连珠锦标赛冠军。截至2009年，他获得全日本连珠名人战名人头衔6次。